# برانيسلاف ميليتشفيتش
برانيسلاف ميليتشفيتش هو لاعب كرة قدم صربي في مركز الدفاع، ولد في 23 يوليو 1983 في يوغوسلافيا. لعب مع نادي ستارت ونادي كيفلافيك.